# Hamburg-Eimsbüttel
Eimsbüttel ist der namensgebende und einwohnerstärkste Stadtteil des Bezirks Eimsbüttel der Freien und Hansestadt Hamburg. Der Stadtteil wird durch Gründerzeitviertel geprägt.

## Geographie

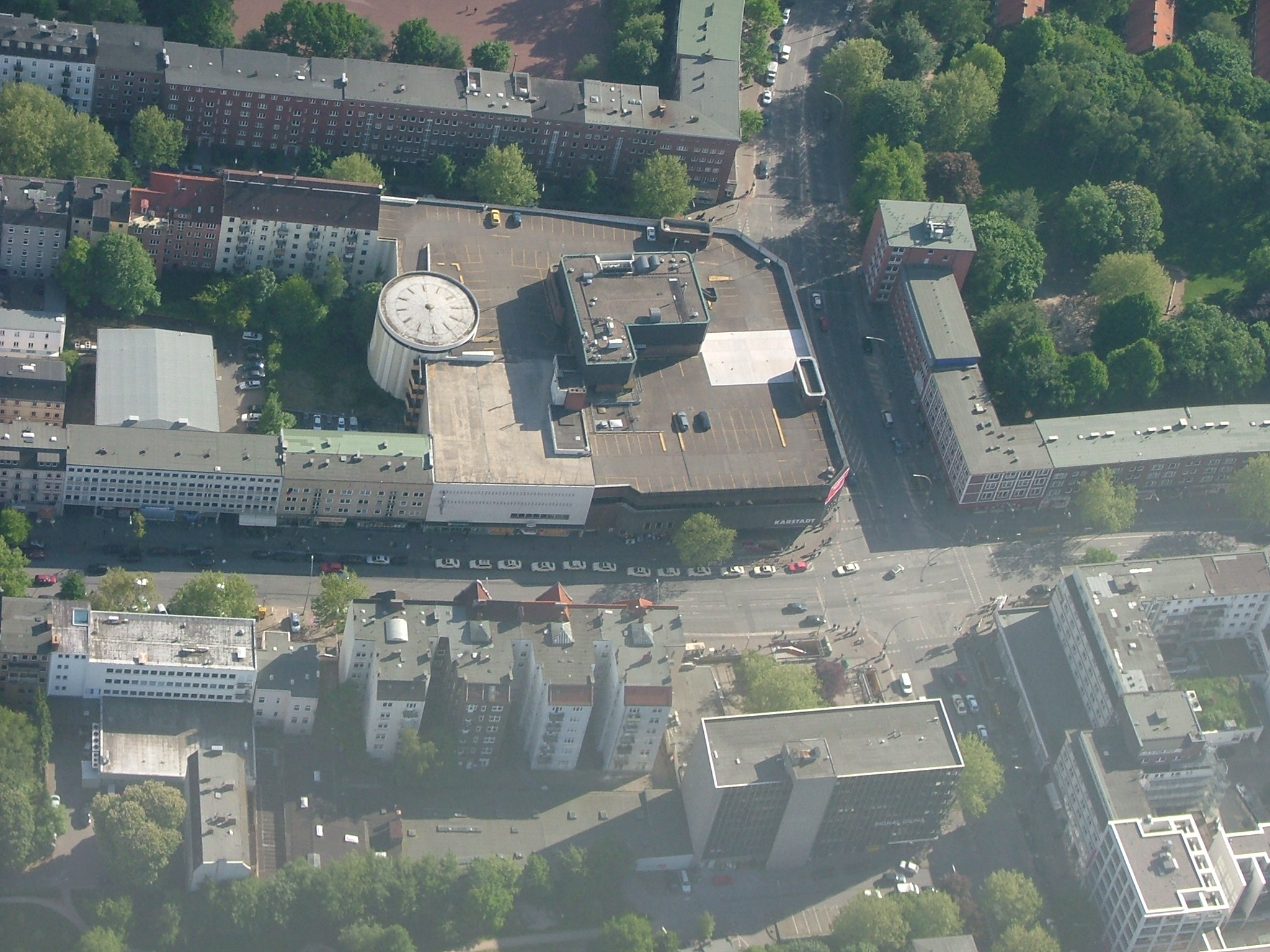
Stadtteilzentrum Osterstraße aus der Luft

Der Stadtteil grenzt an Stellingen, Lokstedt, Hoheluft-West, Harvestehude und Rotherbaum im Bezirk Eimsbüttel sowie an Sternschanze und Altona-Nord im Bezirk Altona.
Die rund 58.000 Einwohner des Stadtteils Eimsbüttel leben auf 3,2 Quadratkilometern, sodass er mit rund 18.000 Einwohnern pro Quadratkilometer der – nach Hoheluft-West – am zweitdichtesten besiedelte Stadtteil Hamburgs ist. Dennoch gilt Eimsbüttel aufgrund der zahlreichen Grünflächen wie dem Eimsbütteler Park „Am Weiher“ und der großenteils baumbestandenen Straßen als vergleichsweise grün. Wegen seiner innenstadtnahen Lage, seiner durch die dichte, mehrstöckige Bebauung gegebenen Urbanität und seiner guten Infrastruktur ist der Stadtteil besonders bei jungen Menschen sehr beliebt.
So hat Eimsbüttel bereits viele Künstler hervorgebracht, ob in der Designbranche, in der Kunst, der Literatur oder in der Musik. Besonders für Aktivisten aus dem Bereich der Hip-Hop-Kultur hat sich hier eine lebendige Szene entwickelt. In Hamburg und überregional bekannte Rapgrößen wie die Beginner und Samy Deluxe sind nur einige der zu nennenden Künstler. Der Name des Plattenlabels Eimsbush lehnt sich an den Namen des Stadtteils an. Aber auch die Schriftsteller Uwe Timm und Leander Sukov stammen von hier. 
Das Zentrum des Stadtteils erstreckt sich rund um die U-Bahn-Haltestelle Osterstraße.

## Geschichte

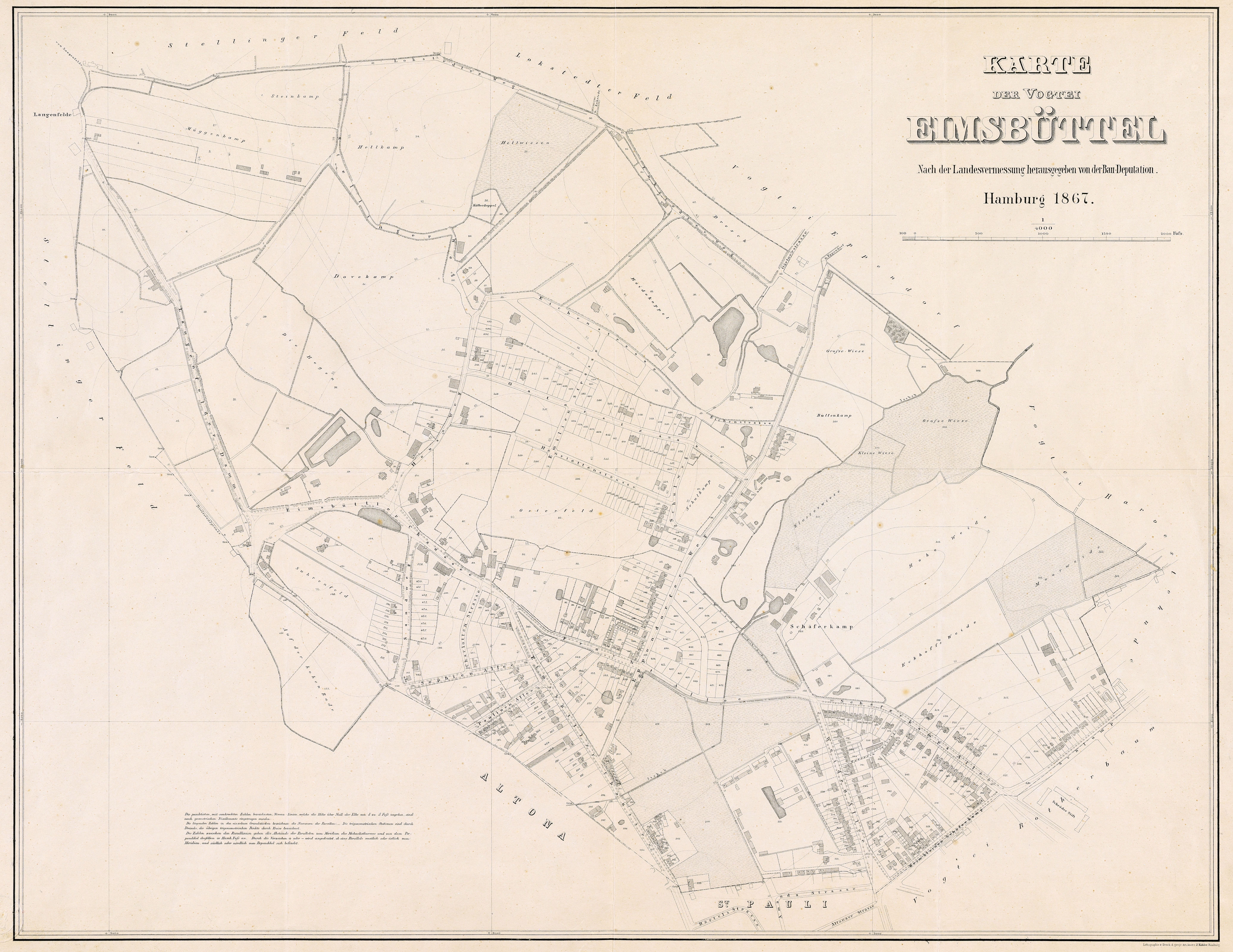
Karte der Vogtei Eimsbüttel 1867

Heußhof 1855, heute Kreuzung Heußweg/Osterstraße

Eimsbüttel wurde im Jahr 1275 als eines der kleinsten Dörfer vor den Toren Hamburgs zum ersten Male urkundlich im Rahmen eines Verkaufes von Land an die Nonnen des angrenzenden Kloster Herwardeshude als Eymersbuttele erwähnt. Es gehört damit siedlungshistorisch zu den Büttel-Ortschaften, deren Dorfgründer in diesem Fall ein Mann namens Elimar war.
1339 überließ der Graf Adolf von Holstein das gesamte Dorf mit Ländereien, Gebäuden und Einwohnern für 300 Mark Hamburger Pfennige dem Kloster. Mit der Auflösung des Klosters im Zuge der Reformation fiel Eimsbüttel in den Besitz des als evangelische Stiftung fortgeführten St. Johannis-Klosters in Hamburg.
Den Grundstock des Dorfes bildeten drei Vollhöfe und vier Kätnerhöfe mit 289,51 Hektar. 1560 legte das Kloster eine Schäferei an, woraus der Schäferkamp entstand. Auch 1760 zählte das St. Johanniskloster als zinspflichtige Stellen für Eimsbüttel nur drei Bauhöfe, fünf Kätner und zehn Brinksitzer auf.
Im 17. Jahrhundert setzte der Zuzug vornehmer Hamburger ein, die sich Landhäuser erbauen ließen. Familien wie Alardus, Doormann, Faber, Lappenberg, Lastrop und Lutteroth finden sich noch heute in Eimsbüttler Straßennamen wieder. 1813 brannten die Franzosen ganz Eimsbüttel nieder – nur ein Hof, der Heußhof, und nahegelegene Häuser blieben bestehen. Die Zahl der Einwohner stieg dennoch in der nachfolgenden Zeit rasch an: von 52.189 (1895) über 116.400 (1910) auf 124.802 im Jahr 1925.
1830 wurden die Sonderverwaltungen durch Klöster und Hospitäler in Hamburg aufgehoben und Eimsbüttel der Verwaltung der neu gebildeten Landherrenschaft der Geestlande unterstellt. Mit Einführung der Landgemeindeordnung 1871 wurde Eimsbüttel direkt durch die Stadt verwaltet und ab 1874 als Vorort bezeichnet.
1884 wurde die Christuskirche erbaut, acht Jahre später die Apostelkirche. 1894 wurde Eimsbüttel als Stadtteil in das Hamburger Stadtgebiet eingemeindet. Anschließend wurden großflächig neue Mietshäuser gebaut. Viele Bewohner der Altstadt zogen wegen des Baus der Speicherstadt hierher.
1914 wurde in Eimsbüttel eine unterirdische Zweiglinie „Hellkamplinie“ der Hamburger U-Bahn eröffnet. Das Kaifu-Bad, das erste Warmwasserfreibad Hamburgs, wurde 1936 in Eimsbüttel eröffnet. Bei den Luftangriffen auf Hamburg 1943 büßte Eimsbüttel weite Teile seiner alten Bebauung ein.
2008 wurde ein Teil des Gebietes dem neu geschaffenen Stadtteil Sternschanze zugeschlagen. Heute stellt sich der Stadtteil Eimsbüttel hauptsächlich als innenstadtnaher, dichtbebauter Wohnbezirk dar, in dem sich städtebaulich alte Quartiere aus der Zeit vor und um 1900 mit Bauten aus der Schumacher-Ära und der Zeit nach dem Zweiten Weltkrieg abwechseln.

## Statistik
(Quelle: )
- Anteil der unter 18-Jährigen: 12,5 % [Hamburger Durchschnitt: 16,8 % (2023)]
- Anteil der über 64-Jährigen: 13,2 % [Hamburger Durchschnitt: 17,8 % (2023)]
- Ausländeranteil: 13,1 % [Hamburger Durchschnitt: 20,7 % (2023)]
- Arbeitslosenquote: 4,6 % [Hamburger Durchschnitt: 6,2 % (2023)]

Das durchschnittliche Einkommen je Steuerpflichtigen beträgt in Eimsbüttel 46.937 Euro jährlich (2020), der Hamburger Gesamtdurchschnitt liegt bei 48.035 Euro.

## Persönlichkeiten
- Albertine Assor, Gründerin des Diakonissenmutterhauses Siloah, Vorgänger des heutigen Diakoniewerkes Albertinen in Hamburg-Schnelsen
- Doris Cordes-Vollert, Künstlerin und Autorin
- Carl August Flügge, Pastor der Evangelisch-Freikirchlichen Gemeinde Eimsbüttel, Mitbegründer des Hamburger Diakoniewerks Tabea
- Achim Michael Hasenberg, Filmproduzent und Regisseur
- Luis Heyden, Tennisspieler
- Holger Meins, Terrorist der RAF
- Angela Merkel, deutsche ehemalige Bundeskanzlerin
- Buddy Ogün, Komödiant und Alleinunterhalter
- Samy Deluxe, Rapper
- Herbert Spangenberg, Maler
- Ole Specht, Sänger der Band Tonbandgerät
- Leander Sukov, Schriftsteller

## Politik
Für die Wahl zur Hamburgischen Bürgerschaft gehört Eimsbüttel ohne die vier westlichen Ortsteile zum Wahlkreis Rotherbaum – Harvestehude – Eimsbüttel-Ost. Die vier Ortsteile im Westen gehören zum Wahlkreis Stellingen – Eimsbüttel-West. Die Bürgerschaftswahl 2025 führte im Stadtteil zu folgendem Ergebnis:
| Bürgerschaftswahl | GRÜNE 1) | SPD    | LINKE 2) | CDU    | AfD    | FDP    | Übrige    |
| ----------------- | -------- | ------ | -------- | ------ | ------ | ------ | --------- |
| 2025              | 33,3 %   | 26,5 % | 18,3 %   | 09,8 % | 02,7 % | 01,8 % | 07,6 %    |
| 2020              | 40,3 %   | 27,8 % | 15,7 %   | 04,3 % | 02,2 % | 03,0 % | 06,7 %    |
| 2015              | 24,9 %   | 39,6 % | 15,1 %   | 07,3 % | 02,6 % | 04,9 % | 05,6 %    |
| 2011              | 23,1 %   | 46,6 % | 09,5 %   | 10,1 % | –      | 03,9 % | 06,8 %    |
| 2008              | 19,5 %   | 39,6 % | 08,7 %   | 26,5 % | –      | 03,6 % | 02,1 %    |
| 2004              | 28,4 %   | 33,3 % | –        | 28,9 % | –      | 02,3 % | 07,2 %    |
| 2001              | 20,8 %   | 41,0 % | 00,5 %   | 16,6 % | –      | 03,7 % | 17,4 % 3) |
| 1997              | 29,9 %   | 35,4 % | –        | 19,4 % | –      | 02,5 % | 12,8 %    |
| 1993              | 26,0 %   | 40,4 % | –        | 15,0 % | –      | 03,0 % | 15,6 %    |

Bei Bezirksversammlungswahlen ist der Stadtteil auf die Wahlkreise „Eimsbüttel-Nord“ und „Eimsbüttel-Süd / Hoheluft-West“ aufgeteilt. Bei Bundestagswahlen zählt Eimsbüttel zum Bundestagswahlkreis Hamburg-Eimsbüttel.

## Infrastruktur

### Straßenverkehr
Da Eimsbüttel sehr nah am Stadtzentrum gelegen ist, gibt es kaum größere Hauptverkehrsadern. Am westlichen Rand des Stadtteils verläuft, parallel zum Stadtteil Altona-Nord, die Kieler Straße als Bundesstraße 4. Von dieser zweigt, erst in südöstlicher und später in nordöstlicher Richtung verlaufend, die Fruchtallee als Bundesstraße 5 ab.

### Öffentlicher Nahverkehr
Eimsbüttel wird größtenteils durch die U-Bahn des Hamburger Verkehrsverbundes (HVV) bedient. Auf dem Gebiet des Stadtteils liegen von Nord nach Süd die Haltestellen Lutterothstraße, Hellkamp (bis 1964), Osterstraße, Emilienstraße, Christuskirche und Schlump der Linie U2 (Mümmelmannsberg – Niendorf Nord). Die Haltestelle Schlump bietet Umsteigemöglichkeit zur Linie U3 (Barmbek – Wandsbek Gartenstadt). Im Rahmen der geplanten Linie U5 könnte Eimsbüttel weiter erschlossen werden.
Auf der Straße wird Eimsbüttel durch die Metrobuslinien 4 (Wildacker – Hauptbahnhof ZOB/HafenCity), 15 (Alsterchaussee – S Klein Flottbek), 20 (Altona – S Rübenkamp) und 25 (Altona – Sachsenstraße) bedient. Zudem fahren die Stadtbuslinien 183 (Altona – Kalvslohtwiete) und 283 (Elbe-Einkaufs-Zentrum (EEZ) → Kalvslohtwiete) teilweise auf Eimsbüttler Gebiet.
Nah an der Grenze, aber auf Gebiet des Stadtteils Sternschanze gelegen, befindet sich die gleichnamige S-Bahn-Haltestelle Sternschanze die von den Linien S2 (Altona – Aumühle) und S5 (Elbgaustraße – Stade) sowie von der Metrobuslinie 15 und der Stadtbuslinie 181 (Jaarsmoor – Sternschanze) bedient wird.
Bis zum 2. Juni 1973 fuhr die Hamburger Straßenbahn durch Eimsbüttel, zuletzt die Linie 3 über Bundesstraße und Osterstraße.

## Bildungseinrichtungen
- Grundschulen: An der Isebek, Eduardstraße, Kielortallee, Lutterothstraße, Rellinger Straße, Tornquiststraße, Wolfgang-Borchert-Schule
- Katholische Schule am Weiher
- Astrid-Lindgren-Schule (Sonder- bzw. Förderschule)
- Waldorfschule Christian Morgenstern Schule
- Ida-Ehre-Schule
- Emilie-Wüstenfeld-Gymnasium
- Gymnasium Hoheluft
- Gymnasium Kaiser-Friedrich-Ufer
- Helene-Lange-Gymnasium
- Berufliche Schule für Wirtschaft Hamburg-Eimsbüttel (BS26)
- Handelsschule mit Wirtschaftsgymnasium Weidenstieg (H 5)
- Landesinstitut für Lehrerbildung und Schulentwicklung (LI)

## Vereine

### Sportvereine
- Hamburg Eimsbütteler Ballspiel Club von 1911 (HEBC)
- Eimsbütteler TV (ETV)
- Grün-Weiss Eimsbüttel
- SV West-Eimsbüttel von 1923
- Dartverein Eimsbüttel
- FC Alsterbrüder

### Andere Vereine
- Kreisverband Hamburg-Eimsbüttel des Deutschen Roten Kreuzes
- EimsV Stadtteil- und Kulturverein Eimsbüttel
- Kulturverein Else-Rauch-Platz
- Forschungs- und Beratungsstelle Informationstechnologie

## Feuerwehr
- Berufsfeuerwehr: Die nächsten zuständigen Wachen der Berufsfeuerwehr befinden sich in den Stadtteilen Rotherbaum (F13) sowie in Stellingen (F15).
- Freiwillige Feuerwehr Hamburg-Eimsbüttel (F1937) mit dem Feuerwehrhaus an der Kieler Straße 204